# Вальдбрайтбах
Вальдбрайтбах (нем. Waldbreitbach) — община в Германии, в земле Рейнланд-Пфальц. 
Входит в состав района Нойвид. Подчиняется управлению Вальдбрайтбах.  Население составляет 1850 человек (на 31 декабря 2010 года). Занимает площадь 6,39 км².

## Фотографии
- Церковь